# Mont Biega
Mont Biega är en slocknad vulkan i Kongo-Kinshasa. Den ligger i provinsen Södra Kivu, i den östra delen av landet, 1 500 km öster om huvudstaden Kinshasa. Toppen på Mont Biega är 2 790 meter över havet och är därmed den näst högsta toppen i Kahuzi-Biega nationalpark.